# Жирчиці
Жирчиці (Жерчице, пол. Żerczyce) — село в Польщі, у гміні Нурець-Станція Сім'ятицького повіту Підляського воєводства. Населення — 213 осіб (2011).

## Історія
Вперше згадуються 1545 року. У XVI столітті більша частина села належала до мельницького староства, дві менші — до окремих фільварків.
У 1975—1998 роках село належало до Білостоцького воєводства.

## Демографія
Демографічна структура станом на 31 березня 2011 року:
|          | Загалом | Допрацездатний вік | Працездатний вік | Постпрацездатний вік |
| -------- | ------- | ------------------ | ---------------- | -------------------- |
| Чоловіки | 112     | 21                 | 67               | 24                   |
| Жінки    | 101     | 9                  | 58               | 34                   |
| Разом    | 213     | 30                 | 125              | 58                   |

## Релігія

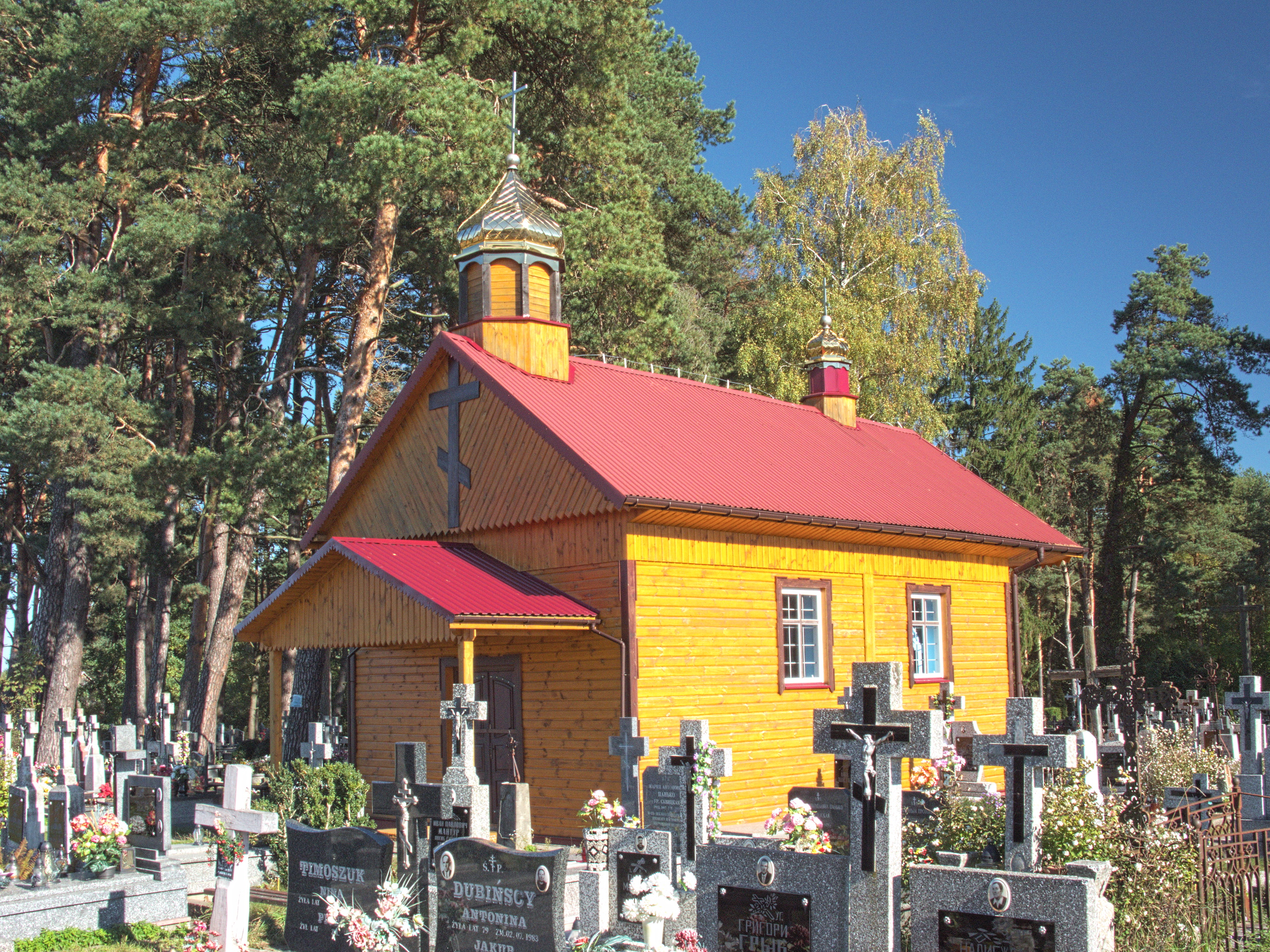
Каплиця на православному цвинтарі

У селі міститься парафіяльна церква Димитрія Солунського та цвинтарна каплиця. Відомості про церкву в селі датуються другою половиною XVI столітті. У 1847 році до сільської парафії належало 1026 вірян. У 1872 році висв'ячений новий церковний будинок (згорів у 1944 році). Після Другої світової війни була відновлена місцева парафія та відремонтована церква.